# Svizzera ai Giochi della XX Olimpiade
La Svizzera partecipò ai Giochi della XX Olimpiade che si sono svolti a Monaco di Baviera dal 26 agosto all'11 settembre 1972, con una delegazione di 151 atleti impegnati in 17 discipline per un totale di 116 competizioni. Portabandiera fu il giavellottista Urs von Wartburg, alla sua quarta Olimpiade.
Il bottino della squadra, sempre presente ai Giochi, fu di tre medaglie d'argento.

## Medaglie
| Medaglia | Nome                                                                         | Sport       | Evento                   |
| -------- | ---------------------------------------------------------------------------- | ----------- | ------------------------ |
| Argento  | Xaver Kurmann                                                                | Ciclismo    | Inseguimento individuale |
| Argento  | Alfred Bachmann Heinrich Fischer                                             | Canottaggio | Due senza                |
| Argento  | Guy Evéquoz Daniel Giger Christian Kauter Peter Lötscher François Suchanecki | Scherma     | Spada a squadre          |